# Svilno
Svilno är ett lokalnämndsområde och stadsdel i Rijeka i Kroatien.   

## Geografi
Svilno är beläget i östligaste Rijeka och gränsar till lokalnämndsområdena Orehovica i söder och Pašac i väster. I öster gränsar stadsdelen till Čavles kommun.